# 滨海镇 (滨州市)
滨海镇是中华人民共和国山東省滨州市沾化区下辖的一个行政建制镇。

## 行政区划
滨海镇下辖以下村级行政区划单位：
场直分场社区、南场分场社区、新立分场社区、小沙分场社区、科研站分场社区、耿局村、十字河村、西河愣村、三胜村、何家𨟠村、河贵村、河北村、花𨟠村、程子𨟠村、垛𨟠村、沿河村、河中村、河东村、河溃村和河西村。